# Březí (kraj południowoczeski)
Březí – wieś i gmina w Czechach, w powiecie Praga-Wschód, w kraju środkowoczeskim. Według danych z dnia 1 stycznia 2013 liczyła 420 mieszkańców.